# Mannheimer Rakete

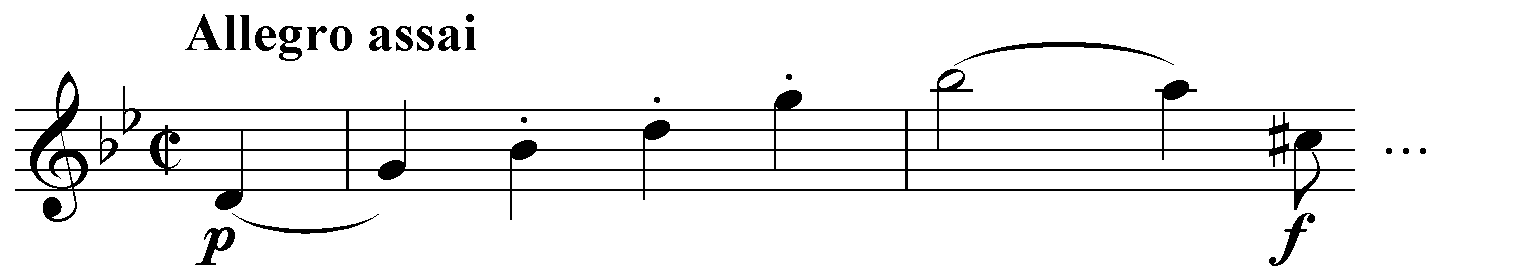
Mannheimer Rakete am Beginn des Schlusssatzes von Mozarts Sinfonie g-Moll KV 550

Die Mannheimer Rakete ist eine schnelle, aufsteigende Tonfolge (z. B. ein Arpeggio oder ein diatonischer Lauf) in der Melodiestimme, welche zusätzlich oft mit einem Crescendo versehen ist. Sie steht meist am Beginn eines Stückes oder einer musikalischen Phrase (z. B. Wolfgang Amadeus Mozart, Sinfonie Nr. 40 g-Moll (KV 550), letzter Satz oder Ludwig van Beethoven, Klaviersonate Nr. 1 f-Moll (Op. 2/1), erster Satz) und fungiert als eine Art energetischer Impulsgeber, eine Initialzündung des Stückes. Sie zählt zu den Mannheimer Manieren.
Der Begriff leitet sich einerseits bildlich her von der schnell aufsteigenden Rakete, andererseits von der sogenannten Mannheimer Schule (Johann Stamitz, Christian Cannabich u. a.), welche die Mannheimer Rakete besonders gern verwendete. Der Begriff wurde im 19. Jahrhundert vom Musikwissenschaftler Hugo Riemann geprägt.